# Obadja, Manasse und Benjamin von Rom
Obadja, Manasse und Benjamin von Rom (עובדיה, מנשה ובנימין מרומא) nannten sich in einem Kolophon die Drucker der wahrscheinlich ältesten hebräischen Inkunabeln. Ihre Werke erschienen vermutlich um 1470 in Rom.

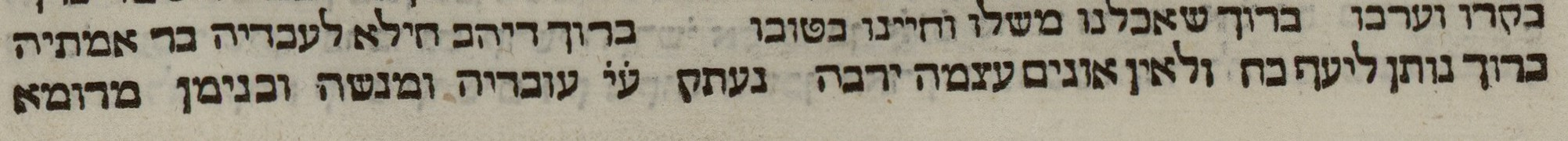
Kolophon zum Torakommentar des Nachmanides, in dem die drei Drucker genannt werden

## Forschungsgeschichte
Eine Gruppe von etwa acht undatierten und überwiegend unfirmierten Inkunabeln, die der erste Erforscher hebräischer Frühdrucke, Giovanni Bernardo De Rossi, in die Zeit vor 1480 gesetzt hatte, weckte wegen ihres augenscheinlich relativ hohen Alters die Aufmerksamkeit jüdischer Bibliographen. Den Ort Rom als Druckort vermutete, für den einzigen firmierten Druck darunter, im Jahre 1883 als Erster Moïse Schwab, wohl aufgrund des Herkunftsnamens von Rom. Doch damit ist nur gesagt, dass die drei Drucker, oder nur der letztgenannte, Benjamin, aus Rom stammten oder dort wohnten. Einen belastbareren Hinweis für den Druckort fand David Simonsen einige Jahre später in einem 1566 in Venedig gedruckten Responsum des Mose Provençal, der dort ein Werk des Salomo Adret als in Rom gedrucktes zitiert. Dieses Zitat passt nur auf eine der Inkunabeln aus dieser Gruppe von Büchern, auch für die anderen mit gleichen Typen, einer aschkenasischen Quadratschrift, gedruckten Werke vermutete Simonsen daher Rom als Druckort. Dass diese vermutlich römischen Inkunabeln die ältesten mit hebräischen Typen gedruckten seien, versuchte der Sammler Lazarus Goldschmidt mit inhaltlichen und technischen Argumenten zu zeigen. Sowohl der Lokalisierung nach Rom als auch der Frühdatierung wurde widersprochen, doch erwiesen sich die Gegenargumente als nicht stichhaltig.
Anknüpfend an Goldschmidts Vermutungen und die von Alexander Marx in einer Rezension dazu geäußerten Beobachtung, dass einspaltig gedruckte große Foliobände sonst nur bei sehr frühen Druckern lateinischer Inkunabeln häufiger vorkamen, verglich dessen Bruder Moses Marx systematisch diese hebräischen Drucke mit den Angaben zu frühen lateinischen Drucken aus Italien im Inkunabelkatalog der British Library. Einspaltig gedruckte Foliobände fand er in großer Zahl bei den römischen Druckern Arnold Pannartz und Konrad Sweynheym, aber auch bei Ulrich Han, Georg Lauer sowie bei den von Johannes Philippus de Lignamine verlegten Werken. Ansonsten fand er Drucke dieses Formats noch aus Venedig, doch war es Juden in jener Zeit verboten dort zu wohnen, diese Stadt kam also Kontaktpunkt und Druckort nicht in Frage. Bis auf Lignamine wählten die römischen Drucker dieses Format vorwiegend in den Jahren zwischen 1469 und 1472 und druckten später meist zweispaltig gesetzt beziehungsweise auf kleinere Formate. Auch die Praxis leere Seiten vor dem Titelblatt beim Druck freizulassen fand Moses Marx sowohl in einigen frühen (nicht aber späteren) lateinischen Drucken aus Rom, als auch bei einem der fraglichen hebräischen Drucke. Dies führte ihn zu dem Schluss, dass diese Inkunabeln vermutlich zwischen 1469 und 1472 in Rom gedruckt wurden und die ihre Drucker direkten oder indirekten Kontakt mit frühen deutschen Druckern in Rom hatten. Edwin Hall deutete, bezugnehmend auf Moses Marx’ Vermutungen, eine Bemerkung Giovanni Andrea Bussis in der Vorrede zur 1471 von Sweynheym und Pannartz herausgebrachten Bibelausgabe, sie hätten keine hebräischen Typen, als an jüdische Drucker, zu denen Sweynheym und Pannartz vielleicht Kontakt hatten, gerichtete Entschuldigung. Georg Lauer und Eucharius Silber verwendeten später ebenfalls keine hebräischen Typen, sie ließen bei Bedarf Freiräume zum händischen Nachtragen hebräischer Worte.
Weitere Forschungen von Perez Tishby und Adri K. Offenberg bestätigten und ergänzten die Beobachtungen von Moses Marx, mit Modifikationen im Detail, etwa zur vermuteten Erscheinungsreihenfolge der Drucke. Die von ihnen untersuchten Wasserzeichen lieferten einen weiteren Hinweis auf das Alter der Drucke. So findet sich ein Wasserzeichen Armbrust im Kreis in identischer Form sowohl in Ulrich Hans zweiter Liviusausgabe, erschienen vor August 1470, als auch in vier der hebräischen Drucke. Sechs Drucke, für zwei davon wurde ein etwas kleineres Papierformat verwendet, lassen sich über die verwendeten Typen der vermutlich römischen Offizin, für die in einem dieser Drucke die Namen Obadja, Manasse und Benjamin von Rom überliefert ist, zuweisen. Zwei weitere Drucke, in denen eine identische Auszeichnungsschrift verwendet wurde, weisen einige Weiterentwicklungen auf, die keine sichere Zuweisung an diese Offizin (oder den Druckort Rom) möglich machen. Diese beiden Drucke, ein Sefer Mizwot gadol des Mose aus Coucy und der Führer der Unschlüssigen des Maimonides, bilden typographisch gleichsam eine Brücke zwischen den um 1470 in Rom und den ab 1475 in Piove di Sacco gedruckten Werken. Eine Ausgabe von Maimonides’ Mischne Tora wurde wegen des Namens einer der beiden Drucker, Obadja ben Moses, bisweilen in einen Zusammenhang mit der Offizin von Obadja, Manasse und Benjamin von Rom gebracht. Sie ist aber in einer sephardischen Schrift gedruckt und daher von den beiden anderen hier behandelten Gruppen zu scheiden.
Drei in römischen Archiven gefundene Dokumente deuten auf einen vor 1485 in Rom erfolgten hebräischen Druck. Doch weder der genannte Titel, vermutlich eine Tora, noch die Namen der beteiligten Personen, Angelo di Mose und die beiden Brüder Angelo und Rabbi Dattolo di Consiglio, lassen sich eindeutig einem der bisher bekannten Inkunabeldrucke zuordnen.

## Werke
in der von Adri K. Offenberg vermuteten Publikationsreihenfolge:
- David Kimchi, Sefer ha-Schoraschim
- Salomo Adret, Responsensammlung (Digitalisat)
- Raschi, Kommentar zur Tora
- Levi ben Gershon, Kommentar zum Buch Daniel (Digitalisat)
- Nathan ben Jechiel, Aruch, ein Wörterbuch zum Talmud (Digitalisat)
- Nachmanides, Kommentar zur Tora, nur am Ende dieser Ausgabe werden die drei Drucker genannt (Digitalisat)